# Bokong Community
Bokong Community är en gemenskap i Lesotho.   Den ligger i distriktet Thaba-Tseka, i den centrala delen av landet, 90 km öster om huvudstaden Maseru.